# Cimeira (botânica)

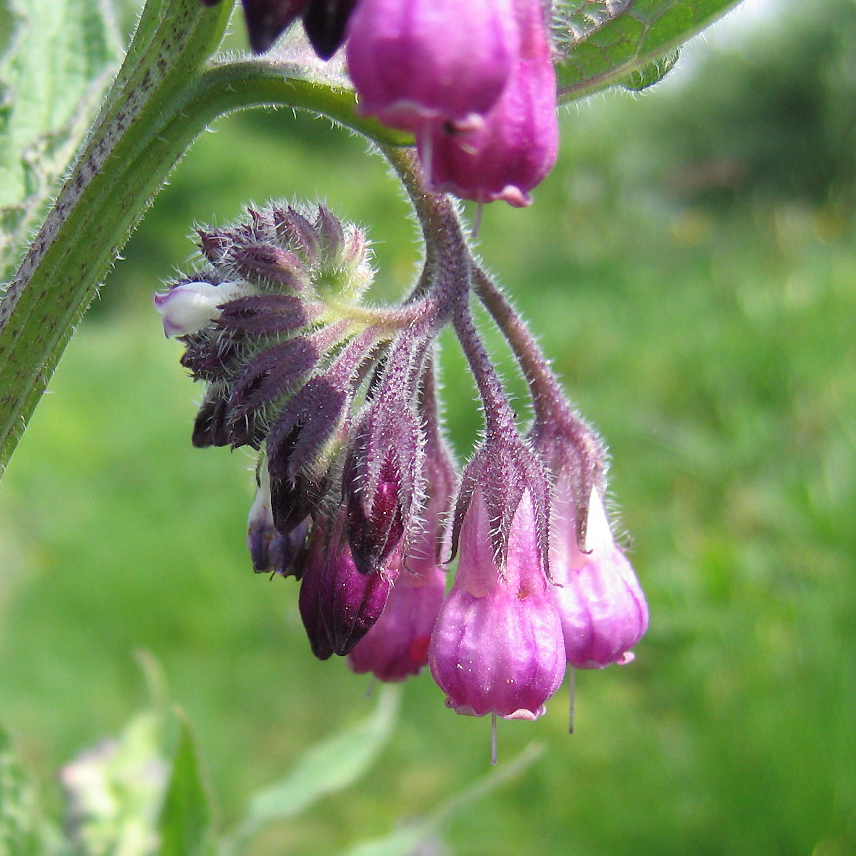
Cimeira de Symphytum officinale.

Cimeira ou simpódio são as designações dadas em botânica a um tipo de inflorescência definida, formada por crescimento simpodial do eixo floral, em que a flor terminal do eixo é a primeira a abrir, enquanto as demais se desenvolvem lateralmente. Nestas inflorescências, o eixo floral principal termina numa flor, que ao consumir o meristema apical da ramificação faz com que esta deixe de crescer quando a flor abre. Contudo, mais abaixo no mesmo eixo, formam-se gemas que se desenvolvem em ramificações secundárias, as quais também terminam em flores, deixando também de crescer quando estas abrem. O processo pode repetir-se várias vezes, formando estruturas tridimensionais com morfologia distinta.

## Classificação
As cimeiras podem ser classificadas segundo vários critérios morfológicos, nomeadamente:
- Segundo a disposição das ramificações[2]
  - Cimeira unípara ou monocásio — o eixo principal termina numa flor e desenvolve apenas uma ramificação florífera lateral, o mesmo que nas ramificações sucessivas.
    - Cimeira circinada ou escorpioide — as ramificações floríferas nascem sempre do mesmo lado da ramificação principal.
      - Drepânio — todas as ramificações estão num mesmo plano.
      - Cíncino — as ramificações laterais não estão todas num mesmo plano.

    - Cimeira helicoidal ou helicoide — os eixos laterais surgem alternadamente de um e outro lado do eixo principal.
      - Ripídio — as ramificações laterais estão todas num mesmo plano, atrás do eixo principal.
      - Botrix — as ramificações laterais não se situam todas num mesmo plano.

  - Cimeira dicotómica ou dicásio — os ramos laterais floríferos desenvolvem-se abaixo do ápice do eixo principal, o qual termina numa flor.
    - Dicásios paucifloros — apresentam poucas flores.
    - Dicásios multifloros — apresentam muitas flores.

  - Cimeira trípara — três ramificações laterais inseridos em cada ponto de ramificação do eixo principal.
  - Cimeira multípara — mais de três ramificações laterais inseridas em cada ponto de ramificação.
- Segundo o tipo de ramificação[1]
  - Simples — no eixo principal inserem-se apenas flores;
  - Compostas — no eixo principal inserem-se inflorescências secundárias.

## Galeria

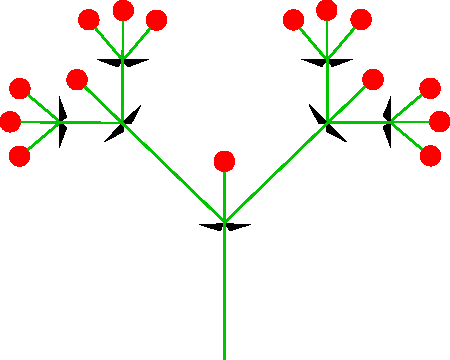
Esquema de uma cimeira dicotómica.
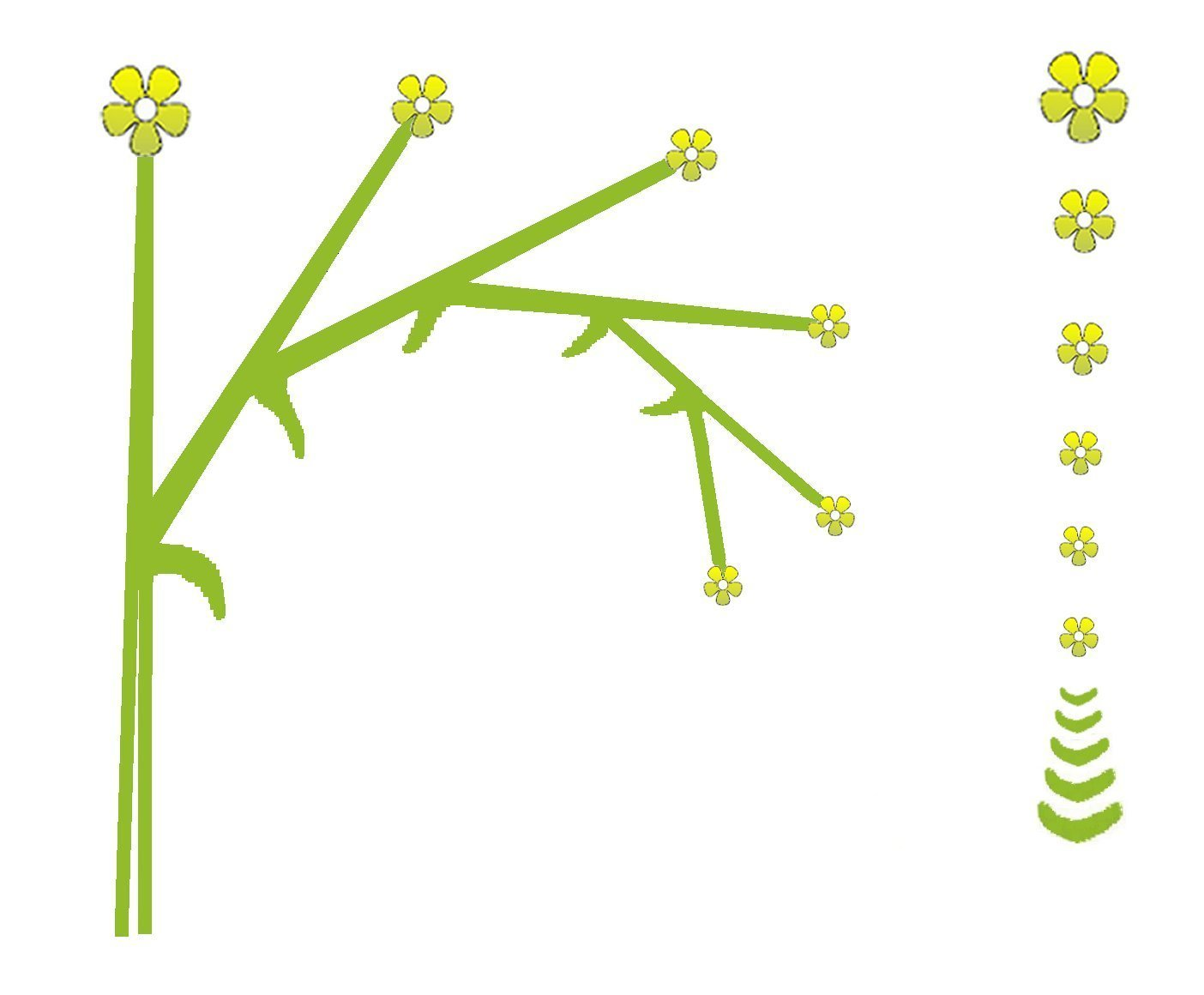
Esquema de uma cimeira circinada ou escorpioide.
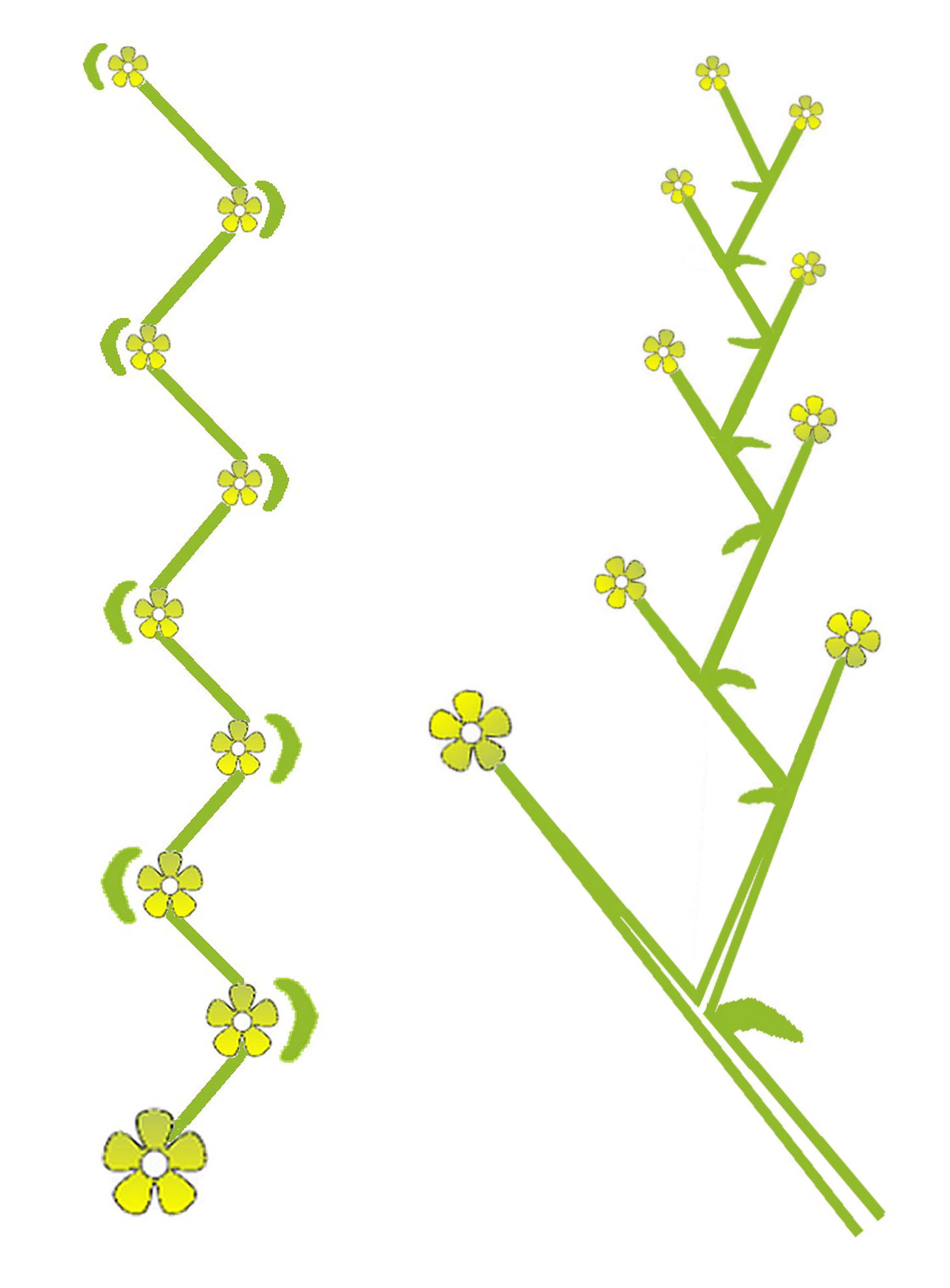
Esquema de uma cimeira helicoidal (esquerda) e de uma cimeira escorpioide ou circinada (direita).